# Heidelinde Weis
Heidelinde Weis (Villach, Carintia, Austria; 17 de septiembre de 1940-Villach, 24 de noviembre de 2023) fue una actriz y cantante austriaca.

## Biografía
En 1982 Weis recibió la “Gran Medalla de Oro de Honor del Estado federado de Carintia” y en 2000 el Premio de Cultura de la ciudad de Villach.
Fue galardonda con el Premio Discográfico Alemán y el Premio Cámara de Oro.
Falleció el 24 de noviembre de 2023 a los 83 años, de una insuficiencia cardíaca en Villach.

## Filmografía seleccionada
- 1960, Ich heirate Herrn Direktor
- 1964, Dead Woman from Beverly Hills
- 1964, Lausbubengeschichten
- 1965, Serenade for Two Spies
- 1965, Tante Frieda
- 1966, Liselotte von der Pfalz
- 1966, Onkel Filser
- 1967, The Man Outside
- 1967, Der Lügner und die Nonne
- 1967, Wenn Ludwig ins Manöver zieht
- 1970, Something for Everyone
- 1971, Die Frau in Weiß (miniserie de TV)
- 2010, Die grünen Hügel von Wales (película de TV)